# بگس ۶۸۳۲۵
سیارک ۶۸۳۲۵ (به انگلیسی: 68325 Begues، نامگذاری:2001HO16) شصت و هشت هزار و سیصد و بیست و پنجمین سیارک کشف شده‌است که در ۲۳ آوریل ۲۰۰۱ کشف شد.